# Gli anni '80
Gli anni '80 è un album raccolta di Antonello Venditti, pubblicato nel 1990 dalla Heinz Music e contenente brani di successo incisi dall'artista nel decennio precedente.

## Tracce
Testi e musiche di Antonello Venditti.
1. Notte prima degli esami – 4:44
2. Dimmelo tu cos'è – 3:57
3. Qui – 3:36
4. Ci vorrebbe un amico – 3:53
5. Giulio Cesare – 5:22
6. Peppino – 3:26
7. Ricordati di me – 4:45
8. Segreti – 4:17
9. C'è un cuore che batte nel cuore – 4:24
10. Settembre – 3:30
11. Piero e Cinzia – 4:38
12. Stella – 3:55

## Classifiche
| Classifica (1990) | Posizione massima |
| ----------------- | ----------------- |
| Europa            | 68                |
| Italia            | 3                 |

### Classifiche di fine anno
| Classifica (1990) | Posizione |
| ----------------- | --------- |
| Italia            | 11        |